# Zápas na Letních olympijských hrách 1972 – muži, řecko-římský do 52 kg
Zápas řecko-římský ve váhové kategorii do 52 kg na Letních olympijských hrách 1972 v Mnichově probíhal od 27. do 31. srpna. O medaile se utkalo 22 zápasníků.

## Turnajové výsledky
Byl použit systém eliminace zápornými body. Zápasník, který nasbíral 6 negativních bodů, byl vyřazen z dalších bojů. Když zůstali v turnaji poslední tři, rozhodlo o jejich konečném pořadí speciální finálové kolo. 
Legenda
- DNA — Nenastoupil
- TPP — Celkem trestných bodů
- MPP — Trestných bodů v zápase

Penalizace
- 0 — Lopatkové vítězství, vítězství pro pasivitu, zranění, nebo diskvalifikaci protivníka
- 0.5 — Vítězství pro technickou převahu
- 1 — Vítězství na body
- 2 — Remíza
- 2.5 — Remíza, pasivita
- 3 — Prohra na body
- 3.5 — Prohra pro technickou převahu soupeře
- 4 — Lopatková prohra, prohra z důvodu pasivity, zranění, nebo diskvalifikace

### Kolo 1
| TPP | MPP |                               | Čas  |                           | MPP | TPP |
| --- | --- | ----------------------------- | ---- | ------------------------- | --- | --- |
| 4   | 4   | Mehdi Houryar (IRI)           | 6:33 | Petar Kirov (BUL)         | 0   | 0   |
| 1   | 1   | Miroslav Zeman (TCH)          |      | Mohamed Karmous (MAR)     | 3   | 3   |
| 0   | 0   | Jamsrangiin Mönkh-Ochir (MGL) | 0:00 | James Steiger (USA)       | 4   | 4   |
| 4   | 4   | Trond Martiniussen (NOR)      | 2:40 | Fritz Huber (FRG)         | 0   | 0   |
| 4   | 4   | Gheorghe Stoiciu (ROU)        | 6:43 | József Doncsecz (HUN)     | 4   | 4   |
| 0   | 0   | Boško Marinko (YUG)           | 4:29 | Javier León (PER)         | 4   | 4   |
| 3   | 3   | Enrique Jiménez (MEX)         |      | Ahmet Tren (TUR)          | 1   | 1   |
| 0   | 0   | Vasilios Ganotis (GRE)        | 6:56 | Leonel Duarte (POR)       | 4   | 4   |
| 0.5 | 0.5 | Vitalij Konstantinov (URS)    |      | Abdelfattah Ibrahim (EGY) | 3.5 | 3.5 |
| 1   | 1   | Kóičiró Hirajama (JPN)        |      | Giuseppe Bognanni (ITA)   | 3   | 3   |
| 1   | 1   | Jan Michalik (POL)            |      | Pertti Ukkola (FIN)       | 3   | 3   |

### Kolo 2
| TPP | MPP |                               | Čas  |                          | MPP | TPP |
| --- | --- | ----------------------------- | ---- | ------------------------ | --- | --- |
| 7   | 3   | Mehdi Houryar (IRI)           |      | Miroslav Zeman (TCH)     | 1   | 2   |
| 0   | 0   | Petar Kirov (BUL)             | 6:39 | Mohamed Karmous (MAR)    | 4   | 7   |
| 0   | 0   | Jamsrangiin Mönkh-Ochir (MGL) | 7:07 | Trond Martiniussen (NOR) | 4   | 8   |
| 3   | 3   | Fritz Huber (FRG)             |      | Gheorghe Stoiciu (ROU)   | 1   | 5   |
| 4   | 0   | József Doncsecz (HUN)         | 8:28 | Boško Marinko (YUG)      | 4   | 4   |
| 8   | 4   | Javier León (PER)             | 5:28 | Enrique Jiménez (MEX)    | 0   | 3   |
| 3   | 2   | Ahmet Tren (TUR)              |      | Vasilios Ganotis (GRE)   | 2   | 2   |
| 8   | 4   | Leonel Duarte (POR)           | 7:51 | Kóičiró Hirajama (JPN)   | 0   | 1   |
| 4.5 | 4   | Vitalij Konstantinov (URS)    | 2:37 | Giuseppe Bognanni (ITA)  | 0   | 3   |
| 1   |     | Jan Michalik (POL)            |      | Bye                      |     |     |
| 4   |     | James Steiger (USA)           |      | DNA                      |     |     |
| 3.5 |     | Abdelfattah Ibrahim (EGY)     |      | DNA                      |     |     |
| 3   |     | Pertti Ukkola (FIN)           |      | DNA                      |     |     |

### Kolo 3
| TPP | MPP |                            | Čas  |                               | MPP | TPP |
| --- | --- | -------------------------- | ---- | ----------------------------- | --- | --- |
| 4   | 3   | Jan Michalik (POL)         |      | Petar Kirov (BUL)             | 1   | 1   |
| 2   | 0   | Miroslav Zeman (TCH)       | 1:50 | Jamsrangiin Mönkh-Ochir (MGL) | 4   | 4   |
| 6   | 3   | Fritz Huber (FRG)          |      | József Doncsecz (HUN)         | 1   | 5   |
| 9   | 4   | Gheorghe Stoiciu (ROU)     | 8:20 | Boško Marinko (YUG)           | 0   | 4   |
| 7   | 4   | Enrique Jiménez (MEX)      | 8:28 | Vasilios Ganotis (GRE)        | 0   | 2   |
| 6   | 3   | Ahmet Tren (TUR)           |      | Giuseppe Bognanni (ITA)       | 1   | 4   |
| 7.5 | 3   | Vitalij Konstantinov (URS) |      | Kóičiró Hirajama (JPN)        | 1   | 2   |

### Kolo 4
| TPP | MPP |                         | Čas  |                               | MPP | TPP |
| --- | --- | ----------------------- | ---- | ----------------------------- | --- | --- |
| 5   | 1   | Jan Michalik (POL)      |      | Miroslav Zeman (TCH)          | 3   | 5   |
| 1   | 0   | Petar Kirov (BUL)       | 6:58 | Jamsrangiin Mönkh-Ochir (MGL) | 4   | 8   |
| 5   | 0   | József Doncsecz (HUN)   | 7:31 | Vasilios Ganotis (GRE)        | 4   | 6   |
| 8   | 4   | Boško Marinko (YUG)     | 3:31 | Kóičiró Hirajama (JPN)        | 0   | 2   |
| 4   |     | Giuseppe Bognanni (ITA) |      | Bye                           |     |     |

### Kolo 5
| TPP | MPP |                         | Čas |                        | MPP | TPP |
| --- | --- | ----------------------- | --- | ---------------------- | --- | --- |
| 5   | 1   | Giuseppe Bognanni (ITA) |     | Jan Michalik (POL)     | 3   | 8   |
| 2   | 1   | Petar Kirov (BUL)       |     | Miroslav Zeman (TCH)   | 3   | 8   |
| 8   | 3   | József Doncsecz (HUN)   |     | Kóičiró Hirajama (JPN) | 1   | 3   |

### Finále
Výsledky z předchozích kol se započítávají do finále (žlutě zvýrazněno).
| TPP | MPP |                         | Čas  |                         | MPP | TPP |
| --- | --- | ----------------------- | ---- | ----------------------- | --- | --- |
|     | 1   | Kóičiró Hirajama (JPN)  |      | Giuseppe Bognanni (ITA) | 3   |     |
| 7   | 4   | Giuseppe Bognanni (ITA) | 6:38 | Petar Kirov (BUL)       | 0   |     |
| 5   | 4   | Kóičiró Hirajama (JPN)  | 5:49 | Petar Kirov (BUL)       | 4   | 4   |

## Finálové pořadí
1. Petar Kirov (BUL)
2. Kóičiró Hirajama (JPN)
3. Giuseppe Bognanni (ITA)
4. Miroslav Zeman (TCH)
5. Jan Michalik (POL) a  József Doncsecz (HUN)